# Amerikansk ribbegople
Amerikansk ribbegople (populært kaldet Dræbergople), latinsk betegnelse Mnemiopsis leidyi, er en bioluminescerende ribbegople og den eneste art af slægten Mnemiopsis. Den ernærer sig ved plankton og fiskeæg og kan blive ca. 10 cm lang. Goplen lever naturligt ud for den amerikanske østkyst, men har sandsynligvis med ballastvand fra skibe fundet vej til Europa og Asien.
I 1980'erne blev den observeret i Sortehavet, hvor den i løbet få år havde gjort et stort indhug i fiskebestanden, da den blandt andet lever af fiskeæg, og fordi den i Sortehavet ikke havde nogen naturlige fjender. Den kan spise mange gange sin egen vægt og producere tusindvis af æg om dagen. Den er forsøgt nedkæmpet med en anden type ribbegople (beroe ovata), hvilket delvist lykkedes.
I februar 2007 blev goplen observeret i Lillebælt og var i januar 2008 nået til Østersøen via Øresund, hvor biologer frygter, den vil få en negativ effekt på fiskebestanden som i Sortehavet.